# Det var två glada gesäller
Det var två glada gesäller (originaltitel: Babes in Toyland) är en amerikansk komedifilm med Helan och Halvan från 1934 i regi av Gus Meins och Charley Rogers. Filmen är baserad på operetten Babes in Toyland från 1903 av Victor Herbert.

## Handling
Stannie Dum och Ollie Dee är två korkade, men godhjärtade leksaksmakare som bor i en gammal sko i Leksakslandet tillsammans med familjen Peep, bestående av bland annat Mother Peep och hennes dotter Bo Peep.
Bo Peep är förälskad i Tom-Tom, vilket inte den elake Silas Barnaby uppskattar. Han hotar med att kasta ut familjen på gatan om inte hon gifter sig med honom. Det är upp till Dum och Dee att försöka stoppa Barnaby.

## Om filmen

### Titlar
När filmen hade Sverigepremiär 26 december 1935 på biografen Metropol-Palais gick den under titeln Det var två glada gesäller. Alternativa titlar till filmen är Hämnden är ljuv och Träsoldaternas march.
När filmen fick nypremiär i Storbritannien gick den under titeln March of the Wooden Soldiers.

### Inspelning
Projektet började redan november 1933 då producenten Hal Roach hade köpt rättigheterna till operetten Babes in Toyland från 1903 skriven av Victor Herbert, som han i barndomen sett och uppskattat och nu ville göra film av. Sommaren 1934 drog inspelningarna igång och hösten samma år var filmen färdiginspelad.
Under inspelningarna uppstod en idékonflikt mellan Stan Laurel och Hal Roach om hur filmen skulle bli. Roach lät dock Laurel göra vad han ville. Efter inspelningarna var deras vänskap slut.
Stan Laurel ville att filmen skulle spelas in i färg, och blev därför besviken över att det aldrig blev så.
Den äldre skurken Barnaby spelades av Henry Brandon, som i verkligen bara var 22 år när han gjorde rollen.

### Mottagande
Filmen fick positiva recensioner och hyllades av både publik och av filmkritiker.
Filmen blev framgångsrik vid premiären och har återlanserats flera gånger på bio och finns utgiven i flera utgåvor på DVD och Blu-ray, både i svart-vit originalversion och i två dator-färglagda versioner.

## Rollista (i urval)
- Stan Laurel – Stannie Dum
- Oliver Hardy – Ollie Dum
- Henry Brandon – Silas Barnaby
- Charlotte Henry – Bo Peep
- Felix Knight – Tom-Tom
- Florence Roberts – Mother Peep
- Virginia Karns – Gåsmor
- Marie Wilson – Mary Quite Contrary
- Charley Rogers – Simple Simon
- Angelo Rossitto – grisen Elmer, John Blund[4]
- Billy Bletcher – polischefen
- Baldwin Cooke – polis
- Dickie Jones – pojke
- Tiny Sandford – man som sänker ner Ollie i vattnet
- Eddie Baker – man som sänker ner Ollie i vattnet
- Jack Hill – man i staden
- Bobby Burns – man i staden
- May Wallace – kvinna i staden
- Ellen Corby – kvinna i staden
- Sam Lufkin – oidentifierad roll
- Charlie Hall – oidentifierad roll[3]

## Filmmusik
Samtliga sånger i filmen skrevs av Victor Herbert, förutom Who's Afraid of the Big Bad Wolf? som skrevs av Frank Churchill och Ann Ronell för Walt Disneys tecknade film Tre små grisar 1933 baserad på boken med samma namn.
- Toyland
- Never Mind, Bo-Peep
- I Can't do the Sum, instrumental
- Castle in Spain
- Who's Afraid of the Big Bad Wolf?, instrumental
- Go to Sleep (Slumber Deep)
- March of the Toys, instrumental[2]